# Ontvoerd (televisieprogramma)
Ontvoerd is een Nederlands tv-programma dat sinds 2012 wordt uitgezonden door RTL 4. In het programma helpt John van den Heuvel ouders waarvan de ex-partners de kinderen zonder toestemming hebben meegenomen naar het buitenland.